# Fußballsportverein Frankfurt 1899 2016-2017
Questa voce raccoglie le informazioni riguardanti il Fußballsportverein Frankfurt 1899 nelle competizioni ufficiali della stagione 2016-2017.

## Stagione
Nella stagione 2016-2017 il FSV Francoforte, allenato da Roland Vrabec e Gino Lettieri, concluse il campionato di 3. Liga al 20º posto e fu retrocesso in Regionalliga. In Coppa di Germania il FSV Francoforte fu eliminato al primo turno dal Wolfsburg.

## Rosa
| N. |                        | Ruolo | Calciatore          |
| -- | ---------------------- | ----- | ------------------- |
| 1  | Germania (bandiera)    | P     | Jannis Pellowski    |
| 2  | Germania (bandiera)    | D     | Patrick Ochs        |
| 3  | Germania (bandiera)    | D     | Christopher Schorch |
| 4  | Germania (bandiera)    | D     | Marc Heitmeier      |
| 5  | Germania (bandiera)    | D     | Sebastian Schachten |
| 6  | Germania (bandiera)    | C     | Denis Streker       |
| 7  | Italia (bandiera)      | C     | Massimo Ornatelli   |
| 8  | Germania (bandiera)    | C     | Bentley Bahn        |
| 9  | Germania (bandiera)    | A     | Cagatay Kader       |
| 10 | Francia (bandiera)     | A     | Smail Morabit       |
| 11 | Lussemburgo (bandiera) | A     | Maurice Deville     |
| 14 | Stati Uniti (bandiera) | D     | Shawn Barry         |
| 16 | Germania (bandiera)    | D     | Noah Schmitt        |
| 17 | Germania (bandiera)    | D     | Dennis Russ         |
| 18 | Germania (bandiera)    | C     | Mohamed Morabet     |

| N. |                        | Ruolo | Calciatore         |
| -- | ---------------------- | ----- | ------------------ |
| 19 | Germania (bandiera)    | D     | Antonio Fischer    |
| 20 | Germania (bandiera)    | C     | Burdenski          |
| 21 | Germania (bandiera)    | P     | Sören Pirson       |
| 22 | Malaysia (bandiera)    | D     | La'Vere Corbin-Ong |
| 23 | Germania (bandiera)    | C     | Nahom Gebru        |
| 24 | Germania (bandiera)    | A     | Fabian Schleusener |
| 25 | Croazia (bandiera)     | C     | Mateo Andačić      |
| 26 | Serbia (bandiera)      | A     | Ranisav Jovanović  |
| 27 | Germania (bandiera)    | D     | Steffen Schäfer    |
| 28 | Germania (bandiera)    | C     | Leon Hammel        |
| 29 | Germania (bandiera)    | P     | Matay Birol        |
| 30 | Germania (bandiera)    | C     | Fabian Graudenz    |
| 31 | Germania (bandiera)    | C     | Yannick Stark      |
| 32 | Afghanistan (bandiera) | A     | Milad Salem        |

## Organigramma societario
Area tecnica
- Allenatore:
- Allenatore in seconda: Thomas Stickroth
- Preparatore dei portieri: Norbert Lorz
- Preparatori atletici: Bastian Hintz

## Calciomercato

### Sessione estiva
| Acquisti | Acquisti            | Acquisti             | Acquisti |
| R.       | Nome                | da                   | Modalità |
| -------- | ------------------- | -------------------- | -------- |
| A        | Maurice Deville     | Kaiserslautern       |          |
| C        | Yannick Stark       | Darmstadt            |          |
| A        | Cagatay Kader       | Bochum               |          |
| C        | Bentley Bahn        | Kickers Stoccarda    |          |
| P        | Matay Birol         | FSV Francoforte U19  |          |
| C        | Burdenski           | Rot-Weiß Erfurt      |          |
| C        | Adil Chihi          | Esteghlal            |          |
| D        | La'Vere Corbin-Ong  | Berliner AK 07       |          |
| C        | Fabian Graudenz     | Alemannia Aquisgrana |          |
| C        | Leon Hammel         | TuS Erndtebrück      |          |
| D        | Marc Heitmeier      | Preußen Münster      |          |
| A        | Ranisav Jovanović   | Sandhausen           |          |
| A        | Stefan Maderer      | Greuther Fürth       |          |
| C        | Massimo Ornatelli   | Osnabrück            |          |
| D        | Sebastian Schachten | Lucerna              |          |
| D        | Steffen Schäfer     | Saarbrücken          |          |
| A        | Fabian Schleusener  | Friburgo             |          |
| D        | Christopher Schorch | Energie Cottbus      |          |
| C        | Denis Streker       | Ried                 |          |

| Cessioni | Cessioni          | Cessioni              | Cessioni |
| R.       | Nome              | a                     | Modalità |
| -------- | ----------------- | --------------------- | -------- |
| A        | Taiwo Awoniyi     | Liverpool U23         |          |
| D        | Florian Ballas    | Dinamo Dresda         |          |
| C        | Mario Engels      | Śląsk Breslavia       |          |
| C        | Denis Epstein     | Kerkyra               |          |
| A        | Felipe Pires      | Austria Vienna        |          |
| C        | Joel Gerezgiher   | Eintracht Francoforte |          |
| D        | Lukas Gugganig    | Greuther Fürth        |          |
| D        | Ehsan Hajsafi     | Sepahan               |          |
| C        | Besar Halimi      | Magonza               |          |
| C        | Zsolt Kalmár      | RB Lipsia             |          |
| C        | Manuel Konrad     | Dinamo Dresda         |          |
| C        | Marc-André Kruska | Paderborn             |          |
| D        | Denis Mangafic    | Preußen Münster       |          |
| A        | In-hyeok Park     | Hoffenheim            |          |
| A        | Dani Schahin      | Roda JC               |          |
| P        | André Weis        | Kaiserslautern        |          |
| C        | Niki Zimling      | Magonza II            |          |

### Sessione invernale
| Acquisti | Acquisti      | Acquisti         | Acquisti |
| R.       | Nome          | da               | Modalità |
| -------- | ------------- | ---------------- | -------- |
| A        | Milad Salem   | Holstein Kiel    |          |
| D        | Dennis Russ   | Kickers Würzburg |          |
| A        | Smail Morabit | Heidenheim       |          |

| Cessioni | Cessioni       | Cessioni          | Cessioni |
| R.       | Nome           | a                 | Modalità |
| -------- | -------------- | ----------------- | -------- |
| A        | Stefan Maderer | Greuther Fürth II |          |
| C        | Adil Chihi     | Ittihad Tanger    |          |

## Risultati

### 3. Liga

#### Girone di andata
| Arbitro: | Stegemann |

|          |           |                 |
| Sané 31’ | Marcatori | 84’ Schleusener |

| Arbitro: | Aarnink |

|  |           |              |
|  | Marcatori | 85’ Kammlott |

| Arbitro: | Kempter |

|                     |           |               |
| Fink 6’ (rig.), 67’ | Marcatori | 43’ Ornatelli |

| Arbitro: | Alt |

|           |           |           |
| Stark 46’ | Marcatori | 48’ Geipl |

| Arbitro: | Thomsen |

|                    |           |             |
| Deville 90’ (aut.) | Marcatori | 71’ Deville |

| Arbitro: | Jablonski |

|                  |           |                                          |
| Leist 35’ (aut.) | Marcatori | 22’ Jüllich 76’ (rig.) Röser 79’ Röttger |

| Arbitro: | Badstübner |

|             |           |               |
| Fennell 74’ | Marcatori | 44’ Ornatelli |

| Arbitro: | Brand |

|                                    |           |              |
| Stark 8’, 28’ Schleusener 51’, 89’ | Marcatori | 65’ Grimaldi |

| Arbitro: | Bläser |

|                           |           |           |
| Schleusener 19’ Barry 54’ | Marcatori | 33’ Ojala |

| Arbitro: | Aytekin |

|  |           |                 |
|  | Marcatori | 31’ Schleusener |

| Arbitro: | Hussein |

|                                                                               |           |  |
| Streker 12’ Bahn 30’ Kader 38’ Schleusener 42’ Stark 63’ Ornatelli 84’ (rig.) | Marcatori |  |

| Arbitro: | Storks |

|                |           |           |
| Zimmermann 81’ | Marcatori | 71’ Stark |

| Arbitro: | Dankert |

|                                        |           |  |
| Schleusener 18’ Ornatelli 30’ Bahn 80’ | Marcatori |  |

| Arbitro: | Koslowski |

|            |           |              |
| Wriedt 49’ | Marcatori | 65’ Graudenz |

| Francoforte sul Meno 19 novembre 2016, ore 14:00 CET 15ª giornata | FSV Francoforte | 0 – 0 referto | Duisburg | Frankfurter Volksbank Stadion (4 639 spett.)\| Arbitro: \| Koslowski \| |
| Arbitro:                                                          | Koslowski       |               |          |                                                                         |

| Arbitro: | Heft |

|              |           |  |
| Rossmann 16’ | Marcatori |  |

| Arbitro: | Kampka |

|  |           |           |
|  | Marcatori | 19’ Düker |

| Brema 10 dicembre 2016, ore 14:00 CET 18ª giornata | Werder Brema II | 0 – 0 referto | FSV Francoforte | Weserstadion - Platz 11 (515 spett.)\| Arbitro: \| Skorczyk \| |
| Arbitro:                                           | Skorczyk        |               |                 |                                                                |

| Arbitro: | Winkmann |

|                                       |           |            |
| Kader 30’ Deville 35’ Schleusener 90’ | Marcatori | 25’ Blacha |

#### Girone di ritorno
| Francoforte sul Meno 28 gennaio 2017, ore 14:00 CET 20ª giornata | FSV Francoforte | 0 – 0 referto | Holstein Kiel | Frankfurter Volksbank Stadion (3 146 spett.)\| Arbitro: \| Zorn \| |
| Arbitro:                                                         | Zorn            |               |               |                                                                    |

| Arbitro: | Kempkes |

|                 |           |  |
| Menz 22’ (rig.) | Marcatori |  |

| Arbitro: | Siewer |

|  |           |                              |
|  | Marcatori | 5’ Mast 43’ Jopek 51’ Hansch |

| Arbitro: | Müller |

|                                     |           |           |
| Geipl 42’ (rig.) Schorch 68’ (aut.) | Marcatori | 14’ Kader |

| Francoforte sul Meno 25 febbraio 2017, ore 14:00 CET 24ª giornata | FSV Francoforte | 0 – 0 referto | Hansa Rostock | Frankfurter Volksbank Stadion (4 197 spett.)\| Arbitro: \| Kampka \| |
| Arbitro:                                                          | Kampka          |               |               |                                                                      |

| Arbitro: | Jöllenbeck |

|                                         |           |           |
| Röser 50’ (rig.) Schiek 65’ Binakaj 82’ | Marcatori | 74’ Stark |

| Arbitro: | Börner |

|  |           |            |
|  | Marcatori | 14’ Diring |

| Arbitro: | Schütz |

|                            |           |          |
| Aydin 23’ (rig.) Rühle 88’ | Marcatori | 3’ Kader |

| Arbitro: | Hartmann |

|                        |           |  |
| Wegkamp 60’ Schulz 90’ | Marcatori |  |

| Arbitro: | Müller |

|                           |           |  |
| Stark 23’ (rig.) Bahn 38’ | Marcatori |  |

| Colonia 1º aprile 2017, ore 14:00 CEST 30ª giornata | Fortuna Colonia | 0 – 0 referto | FSV Francoforte | Südstadion (1 846 spett.)\| Arbitro: \| Winter \| |
| Arbitro:                                            | Winter          |               |                 |                                                   |

| Arbitro: | Kornblum |

|  |           |                    |
|  | Marcatori | 49’ (aut.) Streker |

| Arbitro: | Osmanagic |

|                            |           |  |
| Riski 45’ Piossek 64’, 76’ | Marcatori |  |

| Arbitro: | Storks |

|           |           |           |
| Kader 54’ | Marcatori | 75’ Menga |

| Arbitro: | Brand |

|                                          |           |                    |
| Onuegbu 54’ Streker 58’ (aut.) Hajri 62’ | Marcatori | 12’ Kader 20’ Bahn |

| Arbitro: | Bacher |

|              |           |                            |
| Graudenz 51’ | Marcatori | 43’ Slišković 69’ Rossmann |

| Arbitro: | Sather |

|          |           |              |
| Beck 59’ | Marcatori | 63’ Graudenz |

| Arbitro: | Schult |

|  |           |                                          |
|  | Marcatori | 57’ Yatabaré 65’, 67’ Eilers 85’ Schmidt |

| Arbitro: | Skorczyk |

|                                              |           |           |
| Schäffler 19’, 62’ (rig.), 68’ Schwadorf 24’ | Marcatori | 58’ Stark |

### Coppa di Germania
| Arbitro: | Stark |

|                 |           |                            |
| Schleusener 52’ | Marcatori | 5’ (aut.) Schäfer 16’ Dost |

## Statistiche

### Statistiche di squadra
| Competizione      | Punti | In casa | In casa | In casa | In casa | In casa | In casa | In trasferta | In trasferta | In trasferta | In trasferta | In trasferta | In trasferta | Totale | Totale | Totale | Totale | Totale | Totale | DR  |
| Competizione      | Punti | G       | V       | N       | P       | Gf      | Gs      | G            | V            | N            | P            | Gf           | Gs           | G      | V      | N      | P      | Gf     | Gs     | DR  |
| ----------------- | ----- | ------- | ------- | ------- | ------- | ------- | ------- | ------------ | ------------ | ------------ | ------------ | ------------ | ------------ | ------ | ------ | ------ | ------ | ------ | ------ | --- |
| 3. Liga           | 34    | 19      | 6       | 5       | 8       | 24      | 21      | 19           | 1            | 8            | 10           | 14           | 29           | 38     | 7      | 13     | 18     | 38     | 50     | -12 |
| Coppa di Germania | -     | 1       | 0       | 0       | 1       | 1       | 2       | 0            | 0            | 0            | 0            | 0            | 0            | 1      | 0      | 0      | 1      | 1      | 2      | -1  |
| Totale            | 34    | 20      | 6       | 5       | 9       | 25      | 23      | 19           | 1            | 8            | 10           | 14           | 29           | 39     | 7      | 13     | 19     | 39     | 52     | -13 |

### Andamento in campionato
| Giornata  | 1  | 2  | 3  | 4  | 5  | 6  | 7  | 8  | 9  | 10 | 11 | 12 | 13 | 14 | 15 | 16 | 17 | 18 | 19 | 20 | 21 | 22 | 23 | 24 | 25 | 26 | 27 | 28 | 29 | 30 | 31 | 32 | 33 | 34 | 35 | 36 | 37 | 38 |
| --------- | -- | -- | -- | -- | -- | -- | -- | -- | -- | -- | -- | -- | -- | -- | -- | -- | -- | -- | -- | -- | -- | -- | -- | -- | -- | -- | -- | -- | -- | -- | -- | -- | -- | -- | -- | -- | -- | -- |
| Luogo     | T  | C  | T  | C  | T  | C  | T  | C  | C  | T  | C  | T  | C  | T  | C  | T  | C  | T  | C  | C  | T  | C  | T  | C  | T  | C  | T  | T  | C  | T  | C  | T  | C  | T  | C  | T  | C  | T  |
| Risultato | N  | P  | P  | N  | N  | P  | N  | V  | V  | V  | V  | N  | V  | N  | N  | P  | P  | N  | V  | N  | P  | P  | P  | N  | P  | P  | P  | P  | V  | N  | P  | P  | N  | P  | P  | N  | P  | P  |
| Posizione | 20 | 20 | 20 | 20 | 20 | 20 | 20 | 20 | 20 | 20 | 19 | 19 | 18 | 18 | 18 | 18 | 20 | 19 | 18 | 19 | 19 | 19 | 19 | 20 | 20 | 20 | 20 | 20 | 20 | 20 | 20 | 20 | 20 | 20 | 20 | 20 | 20 | 20 |

Legenda:

Luogo: C = Casa; T = Trasferta. Risultato: V = Vittoria; N = Pareggio; P = Sconfitta.

### Statistiche dei giocatori
!! colspan="4" | Totale

| Giocatore      | 3. Liga  | 3. Liga | 3. Liga     | 3. Liga    | Coppa di Germania M. Andačić | Coppa di Germania M. Andačić | Coppa di Germania M. Andačić | Coppa di Germania M. Andačić | 1        | 0    | 0           | 0          | 0 | 0 | 0 | 0 | 1 | 0 | 0 | 0 |
| Giocatore      | Presenze | Reti    | Ammonizioni | Espulsioni | Presenze                     | Reti                         | Ammonizioni                  | Espulsioni                   | Presenze | Reti | Ammonizioni | Espulsioni |   |   |   |   |   |   |   |   |
| B. Bahn        | 36       | 4       | 7           | 0          | 1                            | 0                            | 1                            | 0                            | 37       | 4    | 8           | 0          |   |   |   |   |   |   |   |   |
| S. Barry       | 34       | 1       | 7           | 0          | 1                            | 0                            | 1                            | 0                            | 35       | 1    | 8           | 0          |   |   |   |   |   |   |   |   |
| M. Birol       | 0        | 0       | 0           | 0          | 0                            | 0                            | 0                            | 0                            | 0        | 0    | 0           | 0          |   |   |   |   |   |   |   |   |
| B. Burdenski   | 6        | 0       | 0           | 0          | 1                            | 0                            | 0                            | 0                            | 7        | 0    | 0           | 0          |   |   |   |   |   |   |   |   |
| A. Chihi       | 6        | 0       | 0           | 0          | 1                            | 0                            | 0                            | 0                            | 7        | 0    | 0           | 0          |   |   |   |   |   |   |   |   |
| L. Corbin-Ong  | 36       | 0       | 5           | 0          | 1                            | 0                            | 0                            | 0                            | 37       | 0    | 5           | 0          |   |   |   |   |   |   |   |   |
| M. Deville     | 13       | 2       | 0           | 0          | 0                            | 0                            | 0                            | 0                            | 13       | 2    | 0           | 0          |   |   |   |   |   |   |   |   |
| A. Fischer     | 4        | 0       | 0           | 0          | 0                            | 0                            | 0                            | 0                            | 4        | 0    | 0           | 0          |   |   |   |   |   |   |   |   |
| N. Gebru       | 0        | 0       | 0           | 0          | 0                            | 0                            | 0                            | 0                            | 0        | 0    | 0           | 0          |   |   |   |   |   |   |   |   |
| F. Graudenz    | 26       | 3       | 0           | 0          | 0                            | 0                            | 0                            | 0                            | 26       | 3    | 0           | 0          |   |   |   |   |   |   |   |   |
| L. Hammel      | 1        | 0       | 1           | 0          | 0                            | 0                            | 0                            | 0                            | 1        | 0    | 1           | 0          |   |   |   |   |   |   |   |   |
| M. Heitmeier   | 28       | 0       | 1           | 1          | 0                            | 0                            | 0                            | 0                            | 28       | 0    | 1           | 1          |   |   |   |   |   |   |   |   |
| R. Jovanović   | 20       | 0       | 3           | 0          | 1                            | 0                            | 0                            | 0                            | 21       | 0    | 3           | 0          |   |   |   |   |   |   |   |   |
| C. Kader       | 32       | 6       | 3           | 0          | 1                            | 0                            | 0                            | 0                            | 33       | 6    | 3           | 0          |   |   |   |   |   |   |   |   |
| S. Maderer     | 1        | 0       | 0           | 0          | 0                            | 0                            | 0                            | 0                            | 1        | 0    | 0           | 0          |   |   |   |   |   |   |   |   |
| M. Morabet     | 9        | 0       | 0           | 0          | 0                            | 0                            | 0                            | 0                            | 9        | 0    | 0           | 0          |   |   |   |   |   |   |   |   |
| S. Morabit     | 14       | 0       | 0           | 0          | 0                            | 0                            | 0                            | 0                            | 14       | 0    | 0           | 0          |   |   |   |   |   |   |   |   |
| P. Ochs        | 24       | 0       | 8           | 0          | 0                            | 0                            | 0                            | 0                            | 24       | 0    | 8           | 0          |   |   |   |   |   |   |   |   |
| M. Ornatelli   | 29       | 4       | 4           | 0          | 1                            | 0                            | 0                            | 0                            | 30       | 4    | 4           | 0          |   |   |   |   |   |   |   |   |
| J. Pellowski   | 4        | 0       | 0           | 0          | 1                            | 0                            | 0                            | 0                            | 5        | 0    | 0           | 0          |   |   |   |   |   |   |   |   |
| S. Pirson      | 34       | 0       | 0           | 0          | 0                            | 0                            | 0                            | 0                            | 34       | 0    | 0           | 0          |   |   |   |   |   |   |   |   |
| D. Russ        | 7        | 0       | 0           | 0          | 0                            | 0                            | 0                            | 0                            | 7        | 0    | 0           | 0          |   |   |   |   |   |   |   |   |
| M. Salem       | 8        | 0       | 0           | 0          | 0                            | 0                            | 0                            | 0                            | 8        | 0    | 0           | 0          |   |   |   |   |   |   |   |   |
| S. Schachten   | 19       | 0       | 4           | 0          | 1                            | 0                            | 0                            | 0                            | 20       | 0    | 4           | 0          |   |   |   |   |   |   |   |   |
| F. Schleusener | 18       | 8       | 5           | 0          | 1                            | 1                            | 1                            | 0                            | 19       | 9    | 6           | 0          |   |   |   |   |   |   |   |   |
| N. Schmitt     | 1        | 0       | 0           | 0          | 0                            | 0                            | 0                            | 0                            | 1        | 0    | 0           | 0          |   |   |   |   |   |   |   |   |
| C. Schorch     | 27       | 0       | 8           | 0          | 1                            | 0                            | 0                            | 0                            | 28       | 0    | 8           | 0          |   |   |   |   |   |   |   |   |
| S. Schäfer     | 29       | 0       | 3           | 0          | 1                            | 0                            | 0                            | 0                            | 30       | 0    | 3           | 0          |   |   |   |   |   |   |   |   |
| Y. Stark       | 33       | 8       | 7           | 1          | 0                            | 0                            | 0                            | 0                            | 33       | 8    | 7           | 1          |   |   |   |   |   |   |   |   |
| D. Streker     | 32       | 1       | 7           | 0          | 1                            | 0                            | 1                            | 0                            | 33       | 1    | 8           | 0          |   |   |   |   |   |   |   |   |